# Исток (Свердловская область)
Исто́к (бывший УралНИИСХоз) — посёлок в составе муниципального образования «город Екатеринбург» Свердловской области. Административно подчинён Октябрьскому району города Екатеринбурга. Площадь поселка составляет 6,775 кв.км.

## География
Посёлок Исток расположен на восточном склоне Среднего Урала, на открытой равнинной местности, в 18 километрах к востоку от центра Екатеринбурга и в 1 километре от дублёра Сибирского тракта. На территории населённого пункта расположены два небольших озера: Огородное и Утятское. К западу от Истока находится отдалённый район Екатеринбурга Кольцово, где находятся одноимённые железнодорожная станция и единственный в Свердловской области международный аэропорт. Расстояние до жилого района Кольцово — 5 км, до аэропорта Кольцово — 5 км, до станции Кольцово — 7 км. Ближайшие населённые пункты — посёлки Белоярская Застава, Глубокое и деревня Мостовка.

## История
Посёлок Исток (УралНИИСХоз) был основан в 1932 году как поселение раскулаченных, занимавшихся строительством домов и сельским хозяйством в колхозах. Получаемые продукты главным образом поставлялись сотрудникам НКВД и руководящего состава Красной Армии. Одна из местных достопримечательностей — Утятское озеро — было выкопано вручную в 1934 году для водоплавающих птиц. Глубина озера — 3 м, площадь — 75 га.
Воспоминания о тех событиях можно узнать из книги Инны Гладковой «Екатеринбург: тайны и другие невыдуманные истории»:

«…То была голодная весна 1932-го. Одним из центров ссылки была избрана Уральская область. Сюда на исправительно-трудовые работы согнали полмиллиона „кулацкого отродья“… „Старожилов“ и очередное пополнение подневольных строителей здесь охранял крепкий забор со смотровыми башнями и бойницами… Совсем недалеко от города бесправные, истощенные люди под окрики, побои и брань рубили строевой лес. На себе вытаскивали деревья из чащи, пилили, тесали. Рыли ямы, возили камни под фундаменты больших промышленных строений. А жили первые два года в землянках… В первую зиму в поселении смертность была рекордной. Бесплатная рабочая сила таяла, а „планов громадье“ росло. Только тогда сверху спустили приказ: построить из горбыля барак-засыпуху. Так появилось первое общежитие без перегородок, где делили площадь не на квадратные метры, а буквально на сантиметры…

Новому „Участку № 17“ было предопределено: в кратчайшие сроки в одном отдельно взятом глухом лесу, построить социализм, конкретно-показательное социалистическое сельское хозяйство. Главный профиль — зерновое и животноводческое производство только экологически чистых продуктов: мяса, молока, овощей… Разводили здесь самых породистых животных и птицу. Их и кормили по научному рациону…»
В 1952 годы здесь был создан «Уральский научно-исследовательский институт сельского хозяйства» («УралНИИСхоз»), при котором есть конная база и ипподром.
20 сентября 1933 года посёлок перешёл в административное подчинение города Свердловска. До 2004 года входил в состав Кольцовского поселкового совета. 9 декабря 1999 года улицы Курортная и Спортивная были переименованы в Медовую и Богатырскую соответственно.
12 ноября 1979 года Исполнительный комитет Свердловского областного Совета народных депутатов принял решение просить Президиум Верховного Совета РСФСР переименовать поселок. Указом Президиума Верховного Совета РСФСР от 08.07.1985 г. посёлок УралНИИСхоза переименован в Исток.

## Инфраструктура

### Религия
- Действующий православный храм Николая Чудотворца (малая Никольская церковь)[8];
- Строящийся православный храм Николая Чудотворца[9].

### Культура
- МБУК культурно-досуговый центр «Исток»[10] (в настоящее время ремонтируется).

#### Памятники
- Мемориал в честь погибших воинов Великой Отечественной войны;
- Памятник пограничным войскам «Пограничный столб»;
- Памятник первым поселенцам посёлка Исток;
- Аллея героев на территории средней школы.

### Наука
Уральский научно-исследовательский институт сельского хозяйства — филиал Федерального государственного бюджетного научного учреждения «Уральский федеральный аграрный научно-исследовательский центр Уральского отделения Российской академии наук» (НИИ «УралНИИСхоз»).

### Медицина
- Социально-реабилитационный центр Октябрьского района города Екатеринбурга[12];
- Центральная городская больница № 2 (филиал п. Исток);
- Поликлиника взрослая (филиал п. Исток);
- Поликлиника детская (филиал п. Исток);
- Отделение скорой помощи при клинической больнице;
- Частный стоматологический салон «Дизайн».

### Образование
- Уральский государственный аграрный университет

(факультет биотехнологии и пищевой инженерии);
- Средняя общеобразовательная школа;
- Два детских сада.

### Спорт
- Ипподром и конная ферма;
- Спорткомплекс «Исток»;
- Стадион.

## Транспорт
До поселения можно добраться из Екатеринбурга и Верхнего Дуброва на пригородном автобусе, на городских автобусных маршрутах Екатеринбурга № 69 и 71, а также на городском такси либо личным автотранспортом. Собственных внутренних маршрутов общественного транспорта в Истоке нет.

## Промышленность
В посёлке действуют предприятия по производству строительных металлоконструкций, железобетонных изделий.

## Население
Структура
По данным переписи 2002 года, национальный состав следующий: русские — 90 %, татары — 3 %.
По данным переписи 2010 года, в посёлке было 2724 мужчин и 3238 женщин.
| 2002 | 2009  | 2010  | 2021  |
| ---- | ----- | ----- | ----- |
| 5765 | ↗5809 | ↗5962 | ↗6358 |